# Amegilla mucorea
Amegilla mucorea es una especie de abeja excavadora perteneciente al género Amegilla, categorizada en la tribu Anthophorini, de la subfamilia Apinae. Fue descrita científicamente por el entomólogo alemán Johann Christoph Friedrich Klug en 1845.
Suele ser una especie activa entre enero y noviembre. Reportada en especies de plantas del género Acacia.

## Distribución
La especie se distribuye por Argelia, Sudán, Egipto, Arabia Saudita, Omán, Pakistán, India y Sri Lanka.